# Gedenksteen Frans Gillebaard
De Gedenksteen Frans Gillebaard is een grafmonument in 2016 geplaatst in  het Sarphatipark, Amsterdam Oud-Zuid.
De naamgever van de grafsteen is Frans Gillebaard (1939-2013), die in 1952 naar de Verenigde Staten emigreerde, maar opgroeide aan het Sarphatipark. Op het kunstwerk staat de tekst: They may have crossed oceans, but Amsterdam will always be home. Het kunstvoorwerp kwam er dankzij de "laatste wens" van Frans Gillebaard; hij wilde een monument; het werd echter een hondendrinkinstallatie annex watermuur. Zijn weduwe was bij de onthulling aanwezig op 17 juni 2016. De buurt reageerde in eerste instantie afwijzend: het zou niet passen in een Engels landschapspark, etc. Men viel ook over het anglicisme "In herinnering van", de letterlijke vertaling van In memory of, terwijl "Ter herinnering aan" juist Nederlands is.
Voor de mens staan aan zowel de west- als oostingang happertjes.  